# Prezidentská republika

Druhy vlády; prezidentské republiky jsou znázorněny

Prezidentská republika je forma vlády ve kterém hlava vlády, typicky s titulem prezidenta, vede výkonné moci, která je zcela oddělená od zákonodárné moci a soudní moci. Prezident je současně hlavou státu i vlády.  V prezidentské republice je hlava vlády přímo nebo nepřímo volena skupinou občanů a není odpovědná zákonodárnému sboru a zákonodárný sbor nemůže odvolat prezidenta s výjimkou mimořádných případů. Prezidentský systém kontrastuje s parlamentním systémem, kde se hlava vlády dostává k moci získáním důvěry voleného zákonodárného sboru. Existují také hybridní systémy, jako je poloprezidentská republika například bývalá Výmarská republika a Francie. Hlava státu parlamentní republiky má většinou ceremoniální roli a je také nazývána prezident. Diktátor nebo vůdce státu jedné strany, ať už je volen či nikoli, je také často nazýván prezidentem.

## Charakteristika
Základním principem prezidentské republiky je princip oddělení jednotlivých mocí a systém brzd a protivah, které mají zabránit možným autoritářských tendencím. Předpokladem prezidentské republiky je, že moc výkonná, zákonodárná i soudní je od sebe ústavou naprosto oddělena a vzájemně ovlivňována a korigována.
Zatímco parlamentní forma vlády se objevuje i v monarchiích například ve Spojeném království, které je modelovým příkladem, prezidentská forma vlády je slučitelná výhradně s republikou. Oproti parlamentnímu systému má prezident více pravomocí. Podle některých[kdo?] kritiků je tím nastolena tendence k autoritářským formám vlády.
V plnohodnotném prezidentském systému je politik zvolen přímo nebo nepřímo vítěznou stranou za hlavu vlády. Funkce předsedy vlády může také existovat v prezidentském systému, ale na rozdíl od poloprezidentských nebo parlamentních republikách odpovídá předseda vlády prezidentovi.
Následující charakteristiky obecně platí pro řadu prezidentských vlád po celém světě:
- Členové kabinetu jsou odpovědni prezidentovi. Prezidentské republiky však vyžadují legislativní schválení výkonných nominací do kabinetu, soudnictví a různých nižších vládních funkcí. Prezident může obecně řídit členy kabinetu, armády nebo jakéhokoli úředníka či zaměstnance výkonné moci, ale nemůže řídit ani odvolávat soudce.
- Exekutiva je jednotná. Na rozdíl od parlamentních a poloprezidentských republik a konstitučních monarchií nedochází k dělbě moci mezi hlavu státu a hlavu vlády a rozhodnutí hlavy státu nevyžaduje kontrasignaci jiným orgánem.
- Výkonná moc může vetovat zákony a naopak většina zákonodárců může veto přehlasovat.
- Prezident má funkční období na dobu určitou. Volby se konají v pravidelných dobách a nelze je vyvolat vyslovením nedůvěry nebo jinými parlamentními postupy, i když v některých zemích existuje výjimka, která stanoví odvolání prezidenta v případě porušení zákona (viz impeachment).
- Prezident může odsouzeným zločincům odpustit nebo zmírnit tresty.

## Metriky prezidentismu
Metriky prezidentialismu umožňují kvantitativní analýzu prezidialismu pro jednotlivé země. Jednou metrikou prezidialismu je index prezidentialismu v V-Dem indexy demokracie, kde vyšší hodnoty znamenají vyšší koncentraci politické moci v rukou jednoho jednotlivce, níže pro jednotlivé země. Česko je na 29. místě.
| Pořadí | Stát                           | Index prezidentialismu (2022) |
| ------ | ------------------------------ | ----------------------------- |
| 1      | Dánsko                         | 0,01                          |
| 2      | Austrálie                      | 0,01                          |
| 3      | Švédsko                        | 0,015                         |
| 4      | Švýcarsko                      | 0,021                         |
| 5      | Nový Zéland                    | 0,021                         |
| 6      | Chile                          | 0,022                         |
| 7      | Norsko                         | 0,022                         |
| 8      | Nizozemsko                     | 0,025                         |
| 9      | Estonsko                       | 0,027                         |
| 10     | Finsko                         | 0,028                         |
| 11     | Litva                          | 0,029                         |
| 12     | Kostarika                      | 0,03                          |
| 13     | Německo                        | 0,033                         |
| 14     | Irsko                          | 0,038                         |
| 15     | Lotyšsko                       | 0,041                         |
| 16     | Slovensko                      | 0,042                         |
| 17     | Seychely                       | 0,046                         |
| 18     | Island                         | 0,051                         |
| 19     | Belgie                         | 0,054                         |
| 20     | Chorvatsko                     | 0,055                         |
| 21     | Portugalsko                    | 0,057                         |
| 22     | Francie                        | 0,058                         |
| 23     | Španělsko                      | 0,06                          |
| 24     | Spojené království             | 0,061                         |
| 25     | Rakousko                       | 0,061                         |
| 26     | Spojené státy americké         | 0,068                         |
| 27     | Uruguay                        | 0,072                         |
| 28     | Izrael                         | 0,074                         |
| 29     | Česko                          | 0,079                         |
| 30     | Jamajka                        | 0,081                         |
| 31     | Barbados                       | 0,09                          |
| 32     | Kanada                         | 0,09                          |
| 33     | Itálie                         | 0,091                         |
| 34     | Jižní Afrika                   | 0,093                         |
| 35     | Jižní Korea                    | 0,093                         |
| 36     | Bulharsko                      | 0,098                         |
| 37     | Lucembursko                    | 0,1                           |
| 38     | Vanuatu                        | 0,106                         |
| 39     | Moldavsko                      | 0,112                         |
| 40     | Trinidad a Tobago              | 0,114                         |
| 41     | Kapverdy                       | 0,116                         |
| 42     | Brazílie                       | 0,117                         |
| 43     | Kolumbie                       | 0,117                         |
| 44     | Ghana                          | 0,12                          |
| 45     | Slovinsko                      | 0,12                          |
| 46     | Tchaj-wan                      | 0,121                         |
| 47     | Surinam                        | 0,123                         |
| 48     | Peru                           | 0,131                         |
| 49     | Kypr                           | 0,131                         |
| 50     | Lesotho                        | 0,139                         |
| 51     | Zambie                         | 0,14                          |
| 52     | Bhútán                         | 0,141                         |
| 53     | Malta                          | 0,141                         |
| 54     | Tanzanie                       | 0,146                         |
| 55     | Japonsko                       | 0,148                         |
| 56     | Gambie                         | 0,162                         |
| 57     | Rumunsko                       | 0,166                         |
| 58     | Botswana                       | 0,167                         |
| 59     | Malawi                         | 0,171                         |
| 60     | Papua Nová Guinea              | 0,179                         |
| 61     | Keňa                           | 0,18                          |
| 62     | Nepál                          | 0,18                          |
| 63     | Šalomounovy ostrovy            | 0,182                         |
| 64     | Kuvajt                         | 0,183                         |
| 65     | Dominikánská republika         | 0,189                         |
| 66     | Maledivy                       | 0,193                         |
| 67     | Svatý Tomáš a Princův ostrov   | 0,195                         |
| 68     | Kosovo                         | 0,213                         |
| 69     | Honduras                       | 0,217                         |
| 70     | Namibie                        | 0,219                         |
| 71     | Mongolsko                      | 0,228                         |
| 72     | Mauricius                      | 0,228                         |
| 73     | Černá Hora                     | 0,233                         |
| 74     | Indonésie                      | 0,233                         |
| 75     | Řecko                          | 0,235                         |
| 76     | Srí Lanka                      | 0,235                         |
| 77     | Guyana                         | 0,235                         |
| 78     | Paraguay                       | 0,238                         |
| 79     | Indie                          | 0,239                         |
| 80     | Argentina                      | 0,243                         |
| 81     | Maroko                         | 0,247                         |
| 82     | Albánie                        | 0,249                         |
| 83     | Jordánsko                      | 0,262                         |
| 84     | Gruzie                         | 0,271                         |
| 85     | Tunisko                        | 0,275                         |
| 86     | Senegal                        | 0,276                         |
| 87     | Panama                         | 0,277                         |
| 88     | Libérie                        | 0,288                         |
| 89     | Pákistán                       | 0,296                         |
| 90     | Bosna a Hercegovina            | 0,314                         |
| 91     | Singapur                       | 0,317                         |
| 92     | Východní Timor                 | 0,319                         |
| 93     | Niger                          | 0,329                         |
| 94     | Ekvádor                        | 0,332                         |
| 95     | Sierra Leone                   | 0,338                         |
| 96     | Polsko                         | 0,338                         |
| 97     | Malajsie                       | 0,346                         |
| 98     | Filipíny                       | 0,35                          |
| 99     | Burkina Faso                   | 0,355                         |
| 100    | Maďarsko                       | 0,356                         |
| 101    | Mexiko                         | 0,386                         |
| 102    | Thajsko                        | 0,405                         |
| 103    | Nigérie                        | 0,407                         |
| 104    | Benin                          | 0,416                         |
| 105    | Guatemala                      | 0,441                         |
| 106    | Mosambik                       | 0,45                          |
| 107    | Srbsko                         | 0,453                         |
| 108    | Guinea-Bissau                  | 0,457                         |
| 109    | Arménie                        | 0,461                         |
| 110    | Uganda                         | 0,481                         |
| 111    | Severní Makedonie              | 0,492                         |
| 112    | Fidži                          | 0,511                         |
| 113    | Libanon                        | 0,522                         |
| 114    | Zanzibar                       | 0,53                          |
| 115    | Egypt                          | 0,532                         |
| 116    | Pobřeží slonoviny              | 0,548                         |
| 117    | Irák                           | 0,562                         |
| 118    | Palestina                      | 0,57                          |
| 119    | Libye                          | 0,579                         |
| 120    | Omán                           | 0,59                          |
| 121    | Mali                           | 0,597                         |
| 122    | Somaliland                     | 0,625                         |
| 123    | Laos                           | 0,628                         |
| 124    | Zimbabwe                       | 0,629                         |
| 125    | Bolívie                        | 0,643                         |
| 126    | Kyrgyzstán                     | 0,646                         |
| 127    | Pásmo Gazy                     | 0,65                          |
| 128    | Hongkong                       | 0,661                         |
| 129    | Středoafrická republika        | 0,663                         |
| 130    | Madagaskar                     | 0,672                         |
| 131    | Ukrajina                       | 0,682                         |
| 132    | Etiopie                        | 0,683                         |
| 133    | Konžská demokratická republika | 0,69                          |
| 134    | Svazijsko                      | 0,691                         |
| 135    | Togo                           | 0,701                         |
| 136    | Katar                          | 0,709                         |
| 137    | Angola                         | 0,723                         |
| 138    | Súdán                          | 0,728                         |
| 139    | Rwanda                         | 0,73                          |
| 140    | Somálsko                       | 0,736                         |
| 141    | Turecko                        | 0,737                         |
| 142    | Džibutsko                      | 0,743                         |
| 143    | Haiti                          | 0,745                         |
| 144    | Vietnam                        | 0,746                         |
| 145    | Gabon                          | 0,771                         |
| 146    | Konžská republika              | 0,778                         |
| 147    | Guinea                         | 0,779                         |
| 148    | Mauritánie                     | 0,785                         |
| 149    | Írán                           | 0,791                         |
| 150    | Komory                         | 0,8                           |
| 151    | Saúdská Arábie                 | 0,81                          |
| 152    | Kazachstán                     | 0,813                         |
| 153    | Jemen                          | 0,814                         |
| 154    | Spojené arabské emiráty        | 0,815                         |
| 155    | Alžírsko                       | 0,824                         |
| 156    | Kamerun                        | 0,831                         |
| 157    | Jižní Súdán                    | 0,834                         |
| 158    | Bangladéš                      | 0,845                         |
| 159    | Afghánistán                    | 0,845                         |
| 160    | Burundi                        | 0,849                         |
| 161    | Myanmar (Barma)                | 0,861                         |
| 162    | Kuba                           | 0,883                         |
| 163    | Kambodža                       | 0,892                         |
| 164    | Salvador                       | 0,898                         |
| 165    | Bahrajn                        | 0,901                         |
| 166    | Rusko                          | 0,915                         |
| 167    | Turkmenistán                   | 0,923                         |
| 168    | Čína                           | 0,924                         |
| 169    | Sýrie                          | 0,926                         |
| 170    | Uzbekistán                     | 0,927                         |
| 171    | Tádžikistán                    | 0,941                         |
| 172    | Venezuela                      | 0,955                         |
| 173    | Čad                            | 0,959                         |
| 174    | Ázerbájdžán                    | 0,968                         |
| 175    | Eritrea                        | 0,969                         |
| 176    | Rovníková Guinea               | 0,974                         |
| 177    | Bělorusko                      | 0,985                         |
| 178    | Nikaragua                      | 0,99                          |
| 179    | Severní Korea                  | 0,992                         |